# Mezi proudy
Trilogie Mezi proudy Aloise Jiráska popisuje počátky českého odboje proti německému utlačování za doby krále Václava IV. První svazek „Dvojí dvůr“ (1887) se věnuje zejména sporům mezi dvěma národy. Češi se snaží všemožně domoci svého práva, což se jim nakonec aspoň částečně podaří. Druhá část „Syn ohnivcův“ (1888) přetřásá téma rozpínavosti českých pánů. Ti se snaží podrýt autoritu krále ve svůj vlastní prospěch. Třetí svazek „Do tří hlasů“ (1890) vypráví o nástupu českého lidu do boje a vrcholí dosáhnutím tří hlasů na universitě. Děj trilogie zahrnuje s přestávkami léta 1381–1409.
Celou trilogií pak prostupuje problém církve. Je zde popisována špatná morálka vysoko i nízko postavených členů křesťanské církve. Oproti tomu několik dobře smýšlejících Čechů se snaží o nápravu a o prosazení dobrých mravů a českého jazyka.
Autor zde vycházel z doložených historických faktů, avšak nechal zde prostor také své představivosti. Skutečné postavy (Jan Žižka, Jan Hus, Jan z Jenštejna, král Václav IV., král Zikmund) se prolínají se smyšlenými a do fiktivního příběhu jsou citlivě zasazeny skutečné události. Většina postav, které se v knize objevují, má jasně vyhraněný charakter – buď se jedná o správně smýšlející, pobožné Čechy bojující za svou vlast, řeč a práva nebo o záporné hrdiny, většinou Němce nebo pyšné české pány libující si v moci a penězích. Jen u krále Václava je ukázáno, že kromě kladných vlastností a oddanosti Čechám, má také své velké vady, kterými jsou zejména slabá vůle, neovladatelný temperament a problémy s pitím.

## Podrobný děj

### Svazek I – Dvojí dvůr
Příběh začíná putováním tří studentů vysokého učení Jana, Martina a Bernáška, kteří se o prázdninách ztratili v křivoklátských lesích. Už je tma, a tak si udělají oheň a chystají se v lese přespat. Přepadnou je však maskovaní lidé a odvedou na hrad Jivno, kde je zavřou každého do jiné místnosti. Pro každého z nich mají připravenu jednu zkoušku – podle toho, co vyslechli z rozhovoru studentů.
Martin neustále toužil po své Adličce, ale když ho (již trochu opilého) přišla na hradě svést jiná dívka, nechal se. Za trest pak dostal výprask. Bernášek pro změnu pořád vyprávěl o tom, jak se stane duchovním, který se má pořád dobře a má hodně jídla. Na hradě mu tedy přikázali, aby se dlouho do noci modlil a hned brzy ráno v tom pokračoval. Ani on si ve zkoušce nevedl moc dobře. Jan se oproti tomu chtěl stát učitelem, aby mohl vědomosti předávat dál. S jedním z únosců si dobře povykládal o situaci v Čechách a dostal od něj dokonce dva zlaťáky na bakalářský talár.
Ráno byli studenti propuštěni a rozešli se každý jiným směrem. Jan se vydal za svým strýcem Šípem, jenž bydlel na samotě v lese, o který se staral. Žil se svou druhou manželkou a malým synkem Janem (z prvního manželství). Šípová ovšem nebyla na samotě spokojena – chtěla se bavit ve společnosti. Když byla sama doma, zavítal k jejich domu arcibiskup Jan z Jenštejna, kterému se Šípová velmi líbila. Nasliboval ji mnoho a ona se do něho zamilovala. Jan z Jenštejna skrytě pomohl Šípovi stát se královským ohnivcem, aby se musel i s ženou přestěhovat blíže k domovu arcibiskupa. Šíp po uznání vždy trochu toužil, ale nyní si nebyl jistý, jestli mu ve staré hájovně nebylo lépe. Navíc se dozvěděl o tužbách své ženy, jejíž srdce už patřilo jinému. Strašně se rozzlobil a s ženou se pohádal. Ta od něj uprchla a doma se už neukázala.
Se začátkem nového semestru se student Jan, jeho strýc Šíp i malý Jeník vydali do Prahy. Jeník se také chtěl dát zapsat na školu a Šíp pro něj šel shánět ubytování. Nakonec se oba studenti ubytovali u rodiny Chvalů, Janových známých. Tam s nimi žili bratři Chvalové, jejich sestra Elška a mladý pan Ctibor.
Mezitím se Šípová taky dostala do Prahy a sháněla se po arcibiskupovi. Ten na ni ovšem dávno zapomněl, protože toužil po jedné šlechtičně. Šípovou nicméně dal zavřít a uvěznit, aby ho nemohla usvědčit z hříchu. Arcibiskup však neměl ani tak svědomí čisté – již kdysi byl velmi těžce nemocný a nasliboval, že se po uzdravení vzdá všech světských zábav. Jakmile ale nemoc přešla, dál se účastnil honů krále Václava a také mnohých plesů. Jenže Šípová se nevzdávala a když ji arcibiskup odmítl, poranila se nožem. Arcibiskup z toho byl tak zděšený (k tomu se přidala i zpráva o smrti jednoho jeho kolegy), že se dal znovu na pokání a už nikdy se žádných radovánek nezúčastnil. Místo toho se zavíral ve svých komnatách a tam se bičoval důtkami a neustále odříkával modlitby.
V Praze se v té době vyhrocovaly spory mezi Čechy a Němci. Čechům bylo upíráno právo na studium, na předsednictví na školách, atd. Jenže Elška, spolubydlící Jana, se zamilovala do jednoho Němce, který ji chodil tajně navštěvovat na zahrádku. To se velmi nelíbilo panu Ctiborovi, jenž zaprvé takovéto svazky moc neschvaloval a zadruhé Elšku sám miloval.
Jenže spory mezi Němci a Čechy došly až tak daleko, že se zástupci obou národů spolu často pobili. Po německém ctiteli Elšky se slehla zem a mladá dívka z toho byla velmi špatná. Pan Ctibor však Flovina vypátral a chtěl Elšku pomstít. Jenže Němců se seběhlo více a Ctibor utrpěl vážná zranění. Těm nakonec podlehl, když všechno své jmění stihnul ještě odkázat na výstavbu první čistě české koleje.
Flovin se už neukázal a Elška se dověděla pravdu. Nechtěla takto dále žít, a tak se dala do kláštera. Už tam chvíli sloužila, když dostala nezvyklý úkol – starat se o uvězněnou ženu. Ta byla slabá a hodně nemocná, a tak se Elšce rozvykládala o svém trápení. Ukázalo se, že je to Šípová, kterou arcibiskup ukryl, aby ji nikdo z králova okolí nevypátral. Elška však znala jak Šípa, tak jeho synovce Jana. Šípová se chtěla usmířit se svým manželem a litovala toho, co udělala. Elška ji chtěla pomoct, jenže než se podařilo schůzku zorganizovat, Šípová zemřela.
Jan se mezitím stal bakalářem a pak také mistrem. Prošel si ale mimo jiné výslechem u inkvizitora, kde jako zapisovatel seděl Bernášek a ke svému bývalému kamarádovi se neznal. Jan potkal i Martina, který se přiženil do rodiny věčně opilého faráře, ale byl nešťastný, protože jej manželka i tchyně neustále komandovaly.
První svazek končí vyvrcholením souboje mezi Němci a Čechy, ve kterém dává král zapravdu Čechům a dává jim větší pravomoc na vysokém učení.

### Svazek II – Syn ohnivcův
Kniha navazuje na předešlý svazek, ale postavy mezitím o několik let zestárly. Zatímco v minulé části byl hlavní postavou student Jan (později bakalář a mistr), synovec královského ohnivce Šípa, tentokrát se děj točí kolem Jeníka, Šípova syna. Ten už je nyní také studentem.
Příběh začíná velkým pozdvižením ve městě pražském – žid Šalun hodil kamenem po křesťanském knězi a vyvolal tak bouři nevole. Byl okamžitě zajat a předveden do radnice. Lid se o incidentu dozvěděl a v hojném počtu se sešel na náměstí. Všichni byli nespokojeni a stěžovali si na rozmach židů. Dav se brzy rozčílil a šel se pomstít do židovského města. Brzy prorazil brány a začal vraždit a drancovat. Spousta židů byla při nepokojích zavražděna a jejich majetek byl vyrabován.
Židovská dívka Malka, dcera Šaluna, který nepokoje započal, se ještě před proražením bran snaží dostat za svým otcem, ale neuspěje. Místo toho na ni její souvěrci zanevřou a málem zlynčují. Malka ale uprchne a najde ochranu u mladého Josefa. Ten ji chce pomoci, a tak se v přestrojení za studenta vysokého učení vydá k radnici. Než se ale vrátí, je Malka pryč a židovské město vydrancováno. Sám se musí schovat a shodou okolností tak učiní u studenta Jana doma. Jan ho sice zajme a zamkne, ale poté se vydá ven a Josef mu uteče. Jan se dostává do židovského města a snaží se zabránit nepokojům. Jenže v boji utrpí zranění hlavy a přátelé jej musí odvést pryč. Po cestě se snaží najít pomoc a narazí na dům lékaře Osvětla a jeho dcery Aleny. Jan se nechá ošetřit a přespí u něj.
Ráno už se chystá pryč, když Osvětlo přivede domů těžce zraněnou Malku. Ošetří ji a i když ví, čí je dcera, nechá ji u sebe. Malka se postupně uzdravuje a všichni okolo ji vnucují, aby se stala křesťankou. Až je tedy zdráva, odchází do kláštera, kde se připravuje na přijetí nové víry. Jenže není šťastná, neustále myslí na Josefa, zda na ni nezanevřel a zda je vůbec v pořádku. Den před jejím křtem se však Josef zjeví u jejího okna a snaží se ji přemluvit, aby s ním odešla. Načapá ho ale zahradník a Josef musí prchnout. Vrátí se tedy za několik dní (to už je Malka pokřtěna) a společně utečou.
Jan mezitím pravidelně dochází za doktorem Osvětlem, jehož se stal přítelem. Má pro to však důvod – zamiloval se do jeho dcery Aleny a ta zase do něj. Společné chvíle přeruší Janův odchod do rodných končit. Student se vydal za svým otcem Šípem, aby si u něj vyprosil odchod ze školy. Nechce se stát knězem, nýbrž má možnost sloužit u pana Jana Jíry, milce královského. Těsně než Jan dorazí za otcem, přijdou na dvůr Josef a Malka. Šípa uprosí, aby u něj mohli přespat. Když poté dorazí Jan, musí židé kvapně vyrazit na cestu. Jan je sice se svým otcem chvíli honí, ale bezúspěšně.
Vrací se tedy do Prahy, kde slouží u pana Jíry. Má důležitý úkol, králi totiž hrozí nebezpečí ze strany mocných českých pánů, ale nikdo neví jaké. Nejvíce se v boji proti hlavě státu angažuje pan z Rožmberka, který najme kejklíře Žita. Ten se dostane do královy blízkosti a společně se svým nedobrovolným pomocníkem, Martinem Tkaničkou (přítelem Jana), připravují obveselení pro celý dvůr. Nicméně při jedné ze slavností se Žito pokusí krále otrávit. Jan však jeho počínání odhalí a včas krále Václava varuje. Král se sice už z otráveného poháru napil, ale ne moc, a tak mu je včas dán protijed.
Josef má v plánu na odstranění krále také prsty. Za vyvraždění židovského města slíbil pomstu, a tak pomáhá udržovat spojení mezi panem z Rožmberka a Žitem. Poté se sám vydává do Prahy, kde chce mimo jiné uzavřít sňatek s Malkou. To se ale doví židovka Recha, která si Josefa kdysi oblíbila. Malku z duše nenávidí, a tak udá její bydliště. Vojáci se vypraví Malku zatknout, jenže to už se domů vrátil také Josef. Vojáci chtějí oba dva zatknout, ale židé se brání a v boji utrpí smrtelná zranění.
Na konci knihy dojde ke splnění snu všech Čechů – je vystavěn a vysvěcen kostel, kde se bude kázat výlučně česky. Těsně předtím se ještě koná svatba Jana a Aleny.

### Svazek III – Do tří hlasů
Letopočet se opět o něco posunul a děj se nyní odehrává na přelomu 14. a 15. století. S hlavními postavami předešlých svazků se setkáváme i zde, nicméně těžiště příběhu se nyní posouvá na trocnovský dvůr. Tam hospodaří mladí zemané Jan Žižka, jeho bratři Jaroslav a Mikeš, sestra Anežka, jejich matka a strýc. Trocnovské panství sousedí s rožmberským a tyto rodiny se nemají vůbec v lásce.
Na začátku se Žižkovi seznámí s Janem Ohnivcem, královským dvořenínem. Ten byl raněn na cestě z Prahy do Budějovic místními zloději a Žižkovi se jej ujímají společně s kupcem Křížem mladším, jehož zranění je ještě vážnější.
Soused Rožmberk usiluje o převzetí moci krále a společně s dalšími pány krále Václava IV. unesou. Drží ho na svých hradech a snaží se na něm vynutit přední funkce ve státě. Král se však nechce dát a jeho oddaní služebníci mezitím připravují plány na záchranu. Velitelé vojsk v čele s knížetem Janem, královým bratrem, se snaží dostat na svou stranu co nejvíce vlivných lidí. Podaří se jim získat Pražany, kteří původně přislíbili pomoc Rožmberkovi. S velkou armádou, k níž se přidají také Jan a Jaroslav Žižkovi, obléhají rožmberské hrady a jejich pán je nakonec donucen vzdát se. Nepodařilo se mu včas zlomit krále, protože Jan Ohnivec vladaři včas doručil zprávu o posilách. Ohnivec byl sice zajat a mučen, ale oddaně krále hájil.
Král byl osvobozen a z radosti nad svobodou raději nechtěl řešit potíže se zpupnými pány. Místo toho by rád rozseknul problém dvou papežů – požadoval sesazení obou a volbu nového. Vydal se tedy na cestu do Německa a Francie a vládu nad zemí zatím převzal Zikmund.
V době míru mají trocnovští čas spravovat svůj statek. Jan Žižka se seznámí s Annou, dívkou ze sousedního dvora. Plánuje svatbu, jenže zase musí odjet do boje. Tentokrát se v ohrožení ocitla Praha, do které si Zikmund povolal uherské vojsko. Pražané nejsou jednotní, a tak není ani jejich obrana účinná – Uhrové se dostali k moci. Král Václav je na cestě zpět do Čech znovu zajat a všechny jeho práva si přiřknul Zikmund. Pod jeho vládou český lid trpí a uvězněn je rovněž kupec Kříž. Nicméně Zikmund po několika letech musí pryč ze země – většina pánů se proti němu nakonec vzbouřila a na trůn se opět vrací Václav.
Dobré roztržky však pokračují nadále – zejména mezi Čechy a Němci. Nejmladší z trocnovských, Mikeš, se v Budějovicích dostane do potyčky s Němcem a je při rvačce ubodán. Aby nebylo pro Jana Žižku špatných zpráv dost, Rožmberk se mu hodlá mstít za pomoc nepříteli. Přepadne jeho dvůr a celý jej vypálí. Na Žižkovu hlavu navíc vypíše odměnu, a tak se Jan musí schovávat, kde se dá. Nezapomíná ovšem na svůj šlechtický původ a chce se spravedlivě hájit. Rožmberským vypoví válku a škodí jim, kde se dá. Přepadá jejich dostavníky, pálí jejich dvory a společně s místními lapky se pokusí dobýt i hrad Velešín. Musí se však neustále schovávat, protože mu každou minutou jde o život. V jednom z bojů je dokonce raněn a Rožmberk se mu dostává na stopu. Nechybí mnoho a už by byl Jan Žižka zajat, jenže v pravé chvíli zasáhne král Václav, u něhož se přimluvil Jan Ohnivec.
Ke konci knihy se opět dostane do popředí problém zkažené církve, proti které ve svých kázáních vystupuje Jan Hus, a nespravedlivému rozložení moci na vysokém učení. Václav, rozezlen z neúspěšného vyjednávání o papežích, má vztek na domácí představitele (německé), a tak jim sebere hlasy na universitě. Kutnohorským dekretem uděluje českému národu tři hlasy a německému pouze jeden. Spousta Němců se tedy rozhodne odejít z Prahy zpět do své říše.

## Zajímavosti
- Trilogie Mezi proudy není prvním spisem, který Jirásek věnoval husitství, např. již v roce 1879 publikoval román Slavný den, jehož děj se odehrává v letech 1419–1420. V polovině 80. let 19. století zamýšlel vytvořit rozsáhlý několikasvazkový obraz celého husitského hnutí od jeho začátků až do konce a trilogie Mezi proudy měla být jeho úvodní částí.[1] První díl (Dvojí dvůr) začal vycházet v časopise Světozor v roce 1887, druhý díl (Syn Ohnivcův) v témže časopise o rok později a třetí díl (Do tří hlasů) opět ve Světozoru v roce 1890. Knižně vydalo všechny 3 díly nakladatelství Jan Otto v roce 1891.
- Jiráskova trilogie vzbudila různorodé reakce. Především ze strany katolické zazněla ostrá kritika tohoto díla. Augustin Alois Vrzal (1864–1930), farář a literární kritik, vyčetl Jiráskovi, že negativně líčí postavu arcibiskupa Jana z Jenštejna.[2] Na tuto kritiku reagoval Jirásek v časopise Lumír poznámkou, v níž vypočítává své historické prameny a konstatuje: „Užil jsem všeho bez tendence, ba ztlumil jsem leckterou křiklavou barvu starých pramenů, vypisujících poměry kněžské za doby svrchu psané."[3] Kritika se ho však dotkla a J. S. Macharovi v roce 1892 napsal: „... myslím, že obecenstvo a kritika tak staré věci už nechce. Odpadla mi všechna chuť na pokračování, na které jsem se kdysi těšil a maloval si je ve velkých rozměrech. Myslil jsem, že národ husitů měl by míti obraz své nejslavnější doby."[4] Jirásek se pak k husitské tematice sice ještě několikrát vrátil, ale ucelený cyklus již nevytvořil.
- U čtenářů mělo Jiráskovo dílo velmi dobrý ohlas. V roce 1930 vydalo nakladatelství Jan Otto již 12. vydání této trilogie a další vydání vycházela po 2. světové válce.
- Celá trilogie byla přeložena do slovenštiny (Medzi prúdmi: Tri historické obrazy, 1., 2., 3. diel. Bratislava 1953. 395 s. + 241 s. + 510 s.).
- Román byl částečně i zdramatizován: JIRÁSEK, Alois. Mezi proudy: historický obraz o třech dějstvích: (z druhého dílu trilogie). Zdramatizoval Jaroslav Tumlíř. 1. vyd. Praha: Osvěta, 1952. 92, [2] s. Sešity Divadelní žatvy; Sv. 55.

## Vydání
Po druhé světové válce vyšla trilogie několikrát, uvádíme vydání ve Státním nakladatelství krásné literatury a umění:
- JIRÁSEK, Alois. Mezi proudy: 3 historické obrazy. 1. [díl], Dvojí dvůr. Praha: SNKLU, 1965. 385, [2] s.
- JIRÁSEK, Alois. Mezi proudy: 3 hist. obrazy. [Díl] 2, Syn ohnivcův. Praha: SNKLU, 1965. 234, [2] s.
- JIRÁSEK, Alois. Mezi proudy: 3 historické obrazy. 3. [díl], Do tří hlasů. Praha: SNKLU, 1965. 489, [2] s.

## Dílo dostupné online
- Digitalizovaná vydání díla Mezi proudy v České digitální knihovně (různá vydání)
- JIRÁSEK, Alois. Mezi proudy : Dvojí dvůr. Svazek 1. Praha: J. Otto, 1902. 402 s. Dostupné online.
- JIRÁSEK, Alois. Mezi proudy : Syn ohnuvcův. Svazek 2. Praha: J. Otto, 1902. 245 s. Dostupné online.
- JIRÁSEK, Alois. Mezi proudy : Do tří hlasů. Svazek 3. Praha: J. Otto, 1902. 540 s. Dostupné online.